# Thamnotettix takasagonis
Thamnotettix takasagonis är en insektsart som beskrevs av Matsumura 1914. Thamnotettix takasagonis ingår i släktet Thamnotettix och familjen dvärgstritar. Inga underarter finns listade i Catalogue of Life.